# Adoaldi

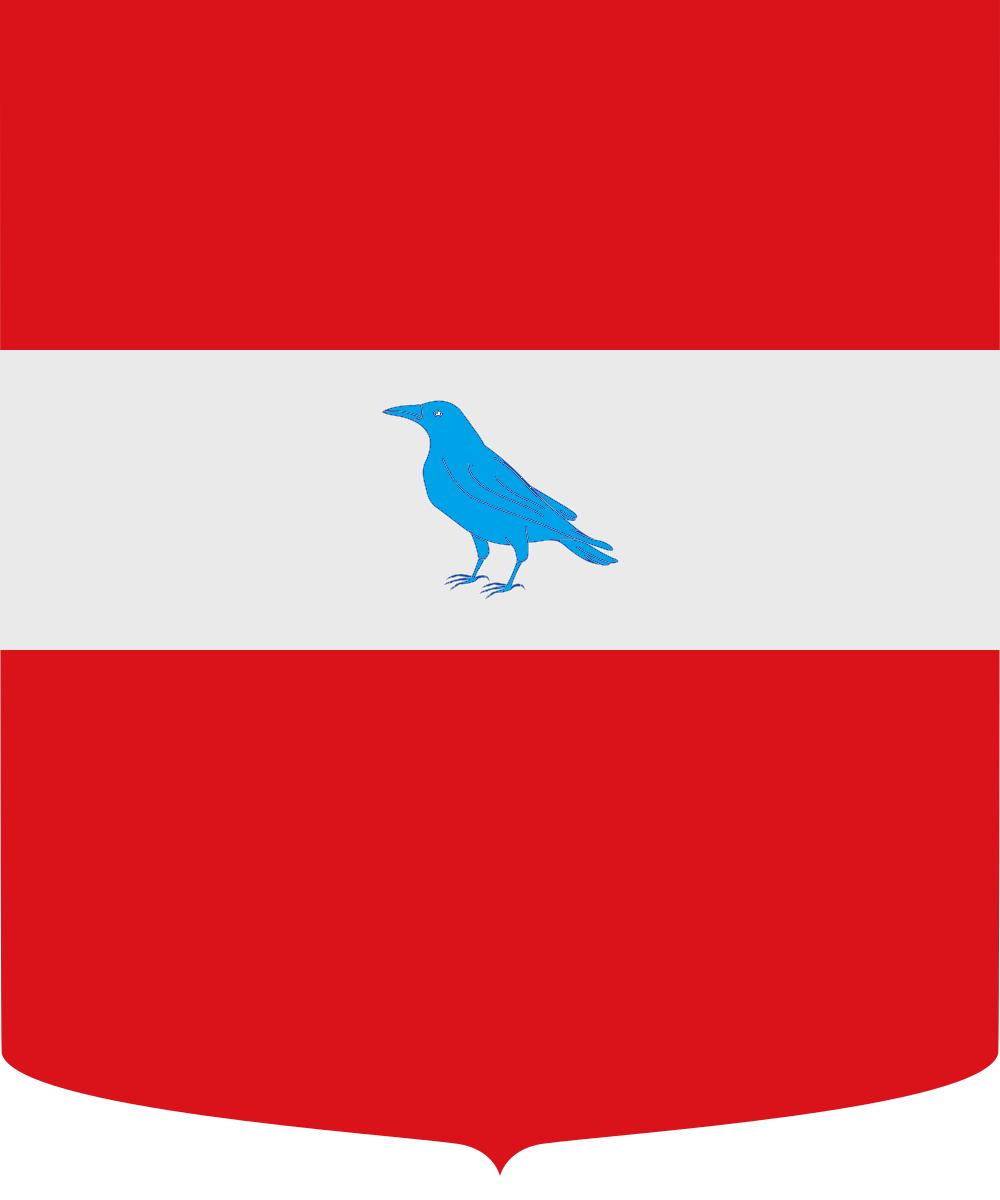
Stemma Adoaldi

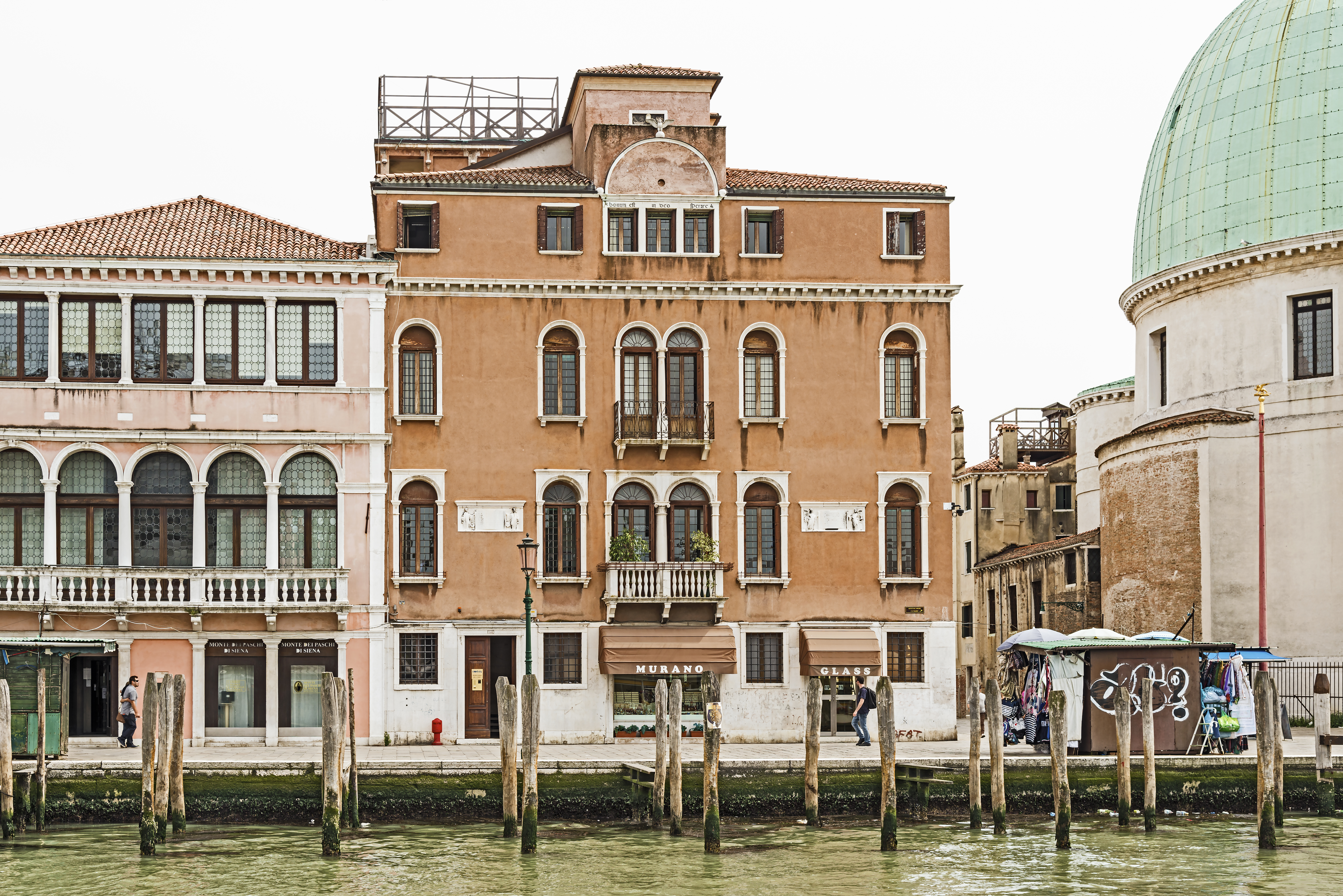
Facciata rinascimentale (XVI secolo) di Palazzo Adoldo. Sulla destra si intravedono la cupola della chiesa di San Simeon Piccolo.

Adoaldi (Aldoi, Addoldo o Adoldo) era una famiglia patrizia di Venezia.

## Storia
Originaria dell'isola di Andro in Grecia, di cui era proprietaria, si stabilì a Venezia fin dai primi secoli della fondazione della città, andando a vivere nel Rivo Alto (Rialto). Fra i suoi componenti figurano anche degli antichi tribuni, ma venne ammessa al patriziato solo nel 1310, dopo la Serrata del Maggior Consiglio, e divenne benemerita per le sue attività politiche e sociali.
La nobile famiglia risiedeva in un proprio palazzo, sul Canal Grande.
Aveva contribuito alla costruzione di alcune chiese veneziane:
- Chiesa di San Stae[3]
- Chiesa di San Simeon Piccolo[4]

Si estinse con Niccolò nel 1433.